# Ermita de San Abdón i San Senén de Toril
L'ermita de San Abdón i San Senén és un temple catòlic del municipi de Toril y Masegoso construït al segle xvii.

## Descripció
L'ermita presenta una nau única de cinc trams, amb petites capelles laterals. La nau central està coberta amb volta de canó decorada amb llunetes.
L'exterior és de maçoneria amb reforç de carreus de pedra en les cantonades. Destaca la porta d'accés lateral a través d'un arc de mig punt amb capitells senzills. L'entaulament és a dues aigües amb un joc de teules com a fris decoratiu. Una finestra de mig punt situada en l'extrem superior de la façana s'utilitza com a campanar. Es conserven dues campanes, una de 1783, sense ús en trobar-se trencada, i l'altra de 1956 que va ser realitzada per la fundició Roses de Silla (València).

## Història
Les primeres referències que es conserven de l'edifici daten del segle XVII i van ser realitzades per Sebastián Utienes qui descriu l'edifici d'aquesta manera: 
"Ítem en la masada dita El Toril, l'ermita de la Puríssima i neta Concepció de Nª Senyora, el retaule de la qual és de pinzell amb figura de Nª Senyora de la Concepció"
Aquesta descripció suggereix que l'edifici pot tractar-se de l'Ermita de la Concepció construïda l'any 1639 per Miguel Lorente quan Toril encara era una heretat pertanyent a Terrient.
L'any 1936, durant la guerra civil, l'ermita va ser desmantellada.